# Mitja Rotovnik
Mitja Rotovnik, slovenski kulturni menedžer, * 21. oktober 1942, Kamnik.
Mitja Rotovnik je bil generalni direktor osrednje slovenske kulturne ustanove, Cankarjevega doma od njegove ustanovitve leta 1982 do leta 2014. Njegova žena je slovenska dramska igralka Polona Vetrih.